# سیارک ۱۹۷۱۹
سیارک ۱۹۷۱۹ (به انگلیسی: 19719 Glasser، نامگذاری:1999VB9) نوزده هزار و هفتصد و نوزدهمین سیارک کشف شده‌است که در ۹ نوامبر ۱۹۹۹ کشف شد.
قدر مطلق سیارک برابر ۲۹.۵ است.